# Регуляторне захоплення
Регуляторне захоплення — форма провалу (фіаско) держави, коли регуляторний орган, який створений для дії у суспільних інтересах, просуває політичну та економічну вигоду груп інтересів, що домінують у галузі або індустрії, регулюванням якої орган займається. Коли завершується регуляторне захоплення, інтереси фінансово-промислових груп або політичних угрупувань отримують пріоритет над інтересами суспільства, що призводить загалом до втрат суспільного блага. Державні органи, що страждають від регуляторного захоплення називаються «захопленими агенціями». Поширена форма корупції у розвинених країнах.

## Теоретичні підвалини
Для теоретиків громадського вибору регуляторне захоплення відбувається тому, що групи або особи, які мають високий інтерес до результатів політики або регуляторних рішень, зосереджуватимуть свої ресурси та енергію намагаючись отримати наслідки політичних рішень, яким вони віддають перевагу, тоді як інтереси членів громадськості , що мають лише крихітну індивідуальну частку в підсумковому рішенні, повністю ігноруються. Групи інтересів впливають на працівників та посадових осіб регуляторного органу, зміщаючи баланс у його діяльності в свою сторону.
Регуляторне захоплення є основним об'єктом вивчення регуляторної економіки. Важливий внесок у вивчення економічної теорії регулювання та регуляторного захоплення вніс Джордж Стіглер, лауреат Премія імені Нобеля з економіки.
На думку заступника голови ради Ліги страхових організацій України О. Залєтова, поширенню регуляторного захоплення страхового ринку, сприяють такі умови як політична залежність регулятора; клановий підхід у системі державного управління (кумівство, фаворитизм); низький рівень матеріального заохочення працівників органу страхового нагляду у порівняні зі страховим ринком; відсутність системи оцінки та виявлення корупції на страховому ринку; недостатній суспільний контроль, в т.ч. недоліки законодавства про свободу інформації та відсутність журналістських розслідувань у ЗМІ. Також важливими чинниками регуляторного захоплення є участь представників державних органів у наглядових органах об’єднань страховиків і низький рівень інституціонального спротиву проявам регуляторного захоплення.

## Види
Можна розділити регуляторне захоплення на два основні види:
- Матеріальне захоплення — або фінансове, коли мотиви захопленого органу чисто матеріальні. Є результатом хабаря, політичних пожертв, явища «обертових дверей» посад між органом та галуззю, що він регулює, бажання регуляторного органу підтримувати свій бюджет. Типова форма політичної корупції.
- Нематеріальне захоплення — когнітивне або культурне, коли регулятор починає думати та діяти як галузь, яку він регулює. Може бути результатом лобіювання своїх інтересів фінансово-промисловими групами.

Стіглер фокусував інтерес на захопленні великими компаніями, через можливість використати ними потужні ресурси та щедро фінансувати лобіювання. Але зустрічається і нематеріальне захоплення зі сторони малого та середнього бізнесу, через риторику «невдахи», образ жертви.

## Приклади у світі

### Сполучені Штати Америки

#### Федеральний резервний банк Нью-Йорка
У системі Федерального резерву банку Нью-Йорка належить найвпливовіша роль, через необхідність регулювати Уолл-стріт, але президент банку обирається та підзвітний раді, що складається з генеральних директорів деяких фінансових установ, діяльність яких Федеральний резервний банк Нью-Йорка повинен контролювати. Це пов'язують з провалом регуляторних органів у попередженні кризи 2008 року, а також у використанні державних фондів для компенсації втрат збанкрутілих установ.

## Приклади в Україні
До керівництва Міністерством охорони здоров'я України та комітету Верховної Ради залучалися представники кіл фармацевтичних виробників, приватних лікарень. Зазнає впливу від енергетичних монополістів й Національна комісія, що здійснює державне регулювання у сферах енергетики та комунальних послуг.